# Agalinis linifolia
Agalinis linifolia là loài thực vật có hoa thuộc họ Cỏ chổi. Loài này được (Nutt.) Britton mô tả khoa học đầu tiên năm 1913.